# Roger Pouly
Roger Pouly est un pianiste et auteur-compositeur français né en 1942.

## Accompagnement et arrangement
- Boby Lapointe
- Cora Vaucaire
- Charles Trenet
- Jean-Roger Caussimon pour les albums : Papy rock, Au théâtre de la Ville
- Éric Perez pour Aragon, paroles et musique (Récital de chansons et texte)
- Enikő Szilágyi dans le spectacle Barbara, l'amour et rien d'autre de Thomas Le Douarec
- Josiane Pinson dans la pièce de Théâtre Que reste-t-il de l'abat-jour ?
- Gabrielle Russier pour la chanson T'aurais pu
- Catherine Dargent : concert hommage à Michel Legrand
- Sarah Mostrel

## Filmographie
- 1984 :  Paris vu par... 20 ans après - segment Rue du Bac de Frédéric Mitterrand
- 2006 : Le Voile des illusions de John Curran (il interprète au piano À la claire fontaine)

## Générique à la télévision
- 1974 : L'île aux enfants (série télévisée)
- 1975 : Les Visiteurs du mercredi (série télévisée)
- 1976 : Les Visiteurs de Noël (série télévisée)
- 1982 : Le Village dans les nuages (série télévisée)